# خالد باطرفي
خالد سعيد باطرفي هو مواطن سعودي، عضو بارز في تنظيم القاعدة في جزيرة العرب. أشرف على الشبكة الإعلامية للتنظيم ومقرها في اليمن. وقاد المقاتلين الجهاديين في معارك الحرب على القاعدة من الحكومة اليمنية في محافظة أبين عام 2011، حيث وصف بأنه الأمير.
في 17 مارس 2011، ألقي القبض على باطرفي من قبل قوات الأمن في محافظة تعز. وبقي في السجن المركزي بالمكلا لأربع سنوات، وأطلق سراحه مع 300 سجناء آخرين، عند اقتحام مسلحي القاعدة السجن المركزي بالمكلا خلال معركة المكلا عام 2015.
أصبح قائد تنظيم القاعدة في جزيرة العرب بعد مقتل قاسم الريمي في يناير 2020.

## القبض عليه
ذكر تقرير أممي يوم 4 فبراير 2021 أن باطرفي اعتُقل وقتل الرجل الثاني في التنظيم، سعد عاطف العولقي خلال عملية في مدينة الغيضة اليمنية بمحافظة المهرة في أكتوبر / تشرين الأول 2020 ولم يكشف التقرير عن مكان تواجد باطرفي، ولا عن مزيدٍ من التفاصيل حول العملية.

## وفاته
في 10 مارس 2024 أعلن تنظيم القاعدة في جزيرة العرب وفاة زعيمه خالد بن عمر باطرفي في بيان، حسبما ذكر موقع سايت إنتليجنس جروب.